# Échappé de prison
Pour la série télévisée, voir Prison Break (série télévisée).
Pour plus de détails, voir Fiche technique et Distribution.
Échappé de prison (Prison Break) est un film américain réalisé par Arthur Lubin et sorti en 1938.

## Synopsis
Un pêcheur avoue un meurtre qu'il n'a pas commis pour protéger son beau-frère. Il est condamné à dix ans de prison.

## Fiche technique
- Titre original : Prison Break
- Titre français : Échappé de prison (Province)[1]
- Réalisation : Arthur Lubin
- Scénario : Dorothy Davenport, d’après The Walls of St Quentin de Norton S. Parker

- Direction artistique : Charles Clague
- Photographie : Harry Neumann
- Montage : Jack Ogilvie
- Musique : Hayes Pagel, Frank Sanucci
- Production : William T. Lackey
- Société de production : Trem Carr Productions
- Société de distribution : Universal Pictures
- Pays :  États-Unis

- Langue : anglais
- Format : noir et blanc - 35 mm - 1,37:1 - son mono (Western Electric Mirrophonic Recording)
- Genre : policier
- Durée : 72 min
- Dates de sortie :
  - États-Unis : 12 juillet 1938
  - France : 15 décembre 1939

## Distribution
- Barton MacLane : Joaquin Shannon
- Glenda Farrell : Jean Fenderson
- Paul Hurst : Soapy
- Constance Moore : Maria Shannon
- Edward Pawley : Joe Fenderson
- Edmund MacDonald : Chris Nelson
- Ward Bond : Big Red Kincaid
- Guy Usher : Warden
- Victor Kilian : Fenderson
- Frank Darien : Cappy
- George Cleveland : Ding
- Johnny Russell : Jackie
- Thomas Louden : le prêtre
- Paul Everton : le juge